# Agrotis conclamationis
Agrotis conclamationis là một loài bướm đêm trong họ Noctuidae.